# Micha'el Bruno
Micha'el Bruno (hebrejsky: מיכאל ברונו, žil 30. července 1932 – 25. prosince 1996) byl izraelský ekonom, guvernér izraelské centrální banky a hlavní ekonom Světové banky v letech 1994 – 1996.

## Biografie
Narodil se v Hamburku v Německu. Studoval na Hebrejské univerzitě, na Stanfordově univerzitě a na Univerzitě v Cambridgi. Vedl ekonomické oddělení Hebrejské univerzity a byl členem skupiny pro stabilizaci ekonomiky. V minulosti byl rovněž předsedou výzkumného oddělení izraelské centrální banky, jejímž guvernérem pak v letech 1986–1991 byl. Zastával rovněž post poradce pro ekonomickou politiku ministra financí Izraele.
Zemřel v roce 1996 ve věku 64 let a je pochován na jeruzalémském hřbitově Har ha-Menuchot.